# Željko Pavličević
Željko Pavličević (Zagreb, 26. ožujka 1951.) je hrvatski košarkaški trener. 

## Trenerska karijera
Željko Pavlićević  počeo je igrati košarku 1969.g. u juniorima Lokomotive iz Zagreba. Već tijekom igračke karijere i studiranja na Kemijsko-tehnološkom fakultetu radi u školi košarke. Prošavši sve kategorije u klubu, kadete, juniore, 1975. postaje u Ciboni (do tada Lokomotivi) pomoćni trener M. Novoselu. U sezoni 1984./85. promaknut je na mjesto glavnog trenera, ali samo u domaćim natjecanjima (Euroligu je vodio M.Novosel). Već u prvoj sezoni s Cibonom osvaja Kup Jugoslavije i prvenstvo Jugoslavije (protiv Crvene zvezde), te kao pomoćni trener sudjeluje u osvajanju prvog naslova Kupa europskih prvaka (prethodnika današnje Eurolige) s Cibonom u Ateni protiv Real Madrida. Sljedeće sezone, 1985./86., kao glavni trener Cibone s novom zvijezdom Draženom Petrovićem, osvaja Kup Jugoslavije i postaje prvak Europe u Budimpešti protiv Žalgirisa iz Kaunasa. Utakmica je bila u znaku tadašnja dva najbolja europska igrača Dražena Petrovića i legendarnog centra Arvydasa Sabonisa. Nakon sezone s Cibonom, 1986./87. prihvaća prvu inozemnu ponudu i odlazi za trenera španjolskog kluba Clese Ferrol te kasnije športskog direktora kluba.
1989./90. tijekom sezone postaje trener španjolskog prvoligaša Taugresa iz Vitorie. 1990./91. prihvaća ponudu KK Jugoplastike premda su ekipu napustili Dino Rađa, Duško Ivanović i Goran Sobin, ključni igrači u osvajanju dvaju naslova prvaka Europe. No, to postaje sezona najvećih uspjeha. POP84 (novo ime) osvaja sva tri trofeja na dominantan način. Kup Jugoslavije (finale s Cibonom), prvenstvo Jugoslavije (finale doigravanja protiv Partizana) i treći naslov prvaka Europe za klub i drugi osobni naslov prvaka protiv Barcelone u Parizu. Proglašen trenerom godine. Nositelji igre bili su Toni Kukoč, nova velika mlada zvijezda europske i svjetske košarke, Zoran Savić, Velimir Perasović, Zoran Sretenović, Aramis Naglić, Žan Tabak. Utakmica je bila i dodatno zanimljiva jer je Barcelonu vodio Božidar Maljković koji je sa Splitom osvojio prethodna dva naslova prvaka Europe.
1991./92. prihvaća ponudu grčkog Panathinaikosa i počinje stvarati okosnicu budućeg velikog kluba. Dolaskom legende grčke košarke Nikosa Galisa, Stojka Vrankovića, Aleksandra Volkova, Tiita Sokka 1993. godine osvaja Kup Grčke. Finale prvenstva protiv Olimpiacosa nije odigrano prvi put u povijesti grčke košarke zbog sumnje Panathinaikosa u neregularnost delegiranja sudaca te odluke kluba da se ne igra treća odlučujuća utakmica. 
Odlukom vodstva Košarkaškog saveza Hrvatske postaje od 1996. do 1998. športski direktor svih selekcija. Na poziv KK Splita 1996./97. dolazi tijekom sezone za trenera. Početkom 2003. Japanski košarkaški savez mu je ponudio mjesto trenera japanske košarkaške reprezentacije. Radilo se o ciklusu od 4 godine kao pripreme za Svjetsko prvenstvo u košarci u Japanu 2006. godine. Reprezentacija je tijekom njegovog rada bitno napredovala, a ostavio je veliki trag u promjeni shvaćanja u japanskoj košarci kako u tehničkom, tako i u taktičkom smislu. Održao je najveći seminar za trenere u povijesti Japana (Tokyo) s preko 900 sudionika. U sezoni 2007./08. postaje trenerom Zagreba i s njim je osvojio Kupa Krešimira Ćosića, prvi trofej u klupskoj povijesti.
Na poziv novosnovanog kluba Shimane Susanoo Magica, člana BJL (japanska profesionalna liga) u ljeto 2010 godine postaje trener ,te u klubu ostaje do 2012/13 / tri sezone/i svake sezone ekipa ulazi u doigravanje. Aktualni je trener kluba Wakayama Trians NBL/National basketball L./Japan/ od sezone 2013/14.

## Vanjske poveznice
- Profil na NLB.com

| Cibona Zagreb   | Cibona Zagreb |
| --------------- | --- |
|                 | |
| Dvorana         | Košarkaški centar Dražen Petrović \| Dom sportova                                                                      |
|                 | |
| Treneri         | Neven Spahija \| "Aco" Petrović \| Dražen Anzulović \| Velimir Perasović \| Željko Pavličević                          |
|                 | |
| Važne ličnosti  | Mirko Novosel |
|                 | |
| Poznati igrači  | Krešimir Ćosić \| Dino Rađa \| Franjo Arapović \| Dražen Petrović \| Alan Anderson \| Andro Knego \| Danko Cvjetičanin |
|                 | |
| Klupski nadimak | Vukovi s Tuškanca |
|                 | |
| Klupski slogan  | heja-heja cibosi |
|                 | |
| Vezani članci   | Muzejsko-memorijalni centar Dražen Petrović \| Mirkova cigara \| Međunarodna natjecanja                                |

| Cibona Zagreb   | Cibona Zagreb |
| --------------- | --- |
|                 | |
| Dvorana         | Košarkaški centar Dražen Petrović \| Dom sportova                                                                      |
|                 | |
| Treneri         | Neven Spahija \| "Aco" Petrović \| Dražen Anzulović \| Velimir Perasović \| Željko Pavličević                          |
|                 | |
| Važne ličnosti  | Mirko Novosel |
|                 | |
| Poznati igrači  | Krešimir Ćosić \| Dino Rađa \| Franjo Arapović \| Dražen Petrović \| Alan Anderson \| Andro Knego \| Danko Cvjetičanin |
|                 | |
| Klupski nadimak | Vukovi s Tuškanca |
|                 | |
| Klupski slogan  | heja-heja cibosi |
|                 | |
| Vezani članci   | Muzejsko-memorijalni centar Dražen Petrović \| Mirkova cigara \| Međunarodna natjecanja                                |

| Sastav KK Cibone u euroligaškoj sezoni 1985./86. (1. mjesto) | Sastav KK Cibone u euroligaškoj sezoni 1985./86. (1. mjesto) |
| --- | ------------------------------------------------------------ |
| |                                                              |
| D. Petrović \| A. Petrović \| Cvjetičanin \| Čutura \| Arapović \| M. Nakić \| Ušić \| Vukićević \| D. Pavličević \| I. Nakić \| Bečić \| Šoštarec \| Trener: Ž. Pavličević |                                                              |

| Sastav KK Cibone u euroligaškoj sezoni 1985./86. (1. mjesto) | Sastav KK Cibone u euroligaškoj sezoni 1985./86. (1. mjesto) |
| --- | ------------------------------------------------------------ |
| |                                                              |
| D. Petrović \| A. Petrović \| Cvjetičanin \| Čutura \| Arapović \| M. Nakić \| Ušić \| Vukićević \| D. Pavličević \| I. Nakić \| Bečić \| Šoštarec \| Trener: Ž. Pavličević |                                                              |

| Sastav Popa 84 u euroligaškoj sezoni 1990./91. (1. mjesto)                                                                                                | Sastav Popa 84 u euroligaškoj sezoni 1990./91. (1. mjesto) |
| --- | ---------------------------------------------------------- |
| |                                                            |
| Kukoč (MVP) \| Savić \| Lester \| Perasović \| Tabak \| Sretenović \| Pavićević \| Naglić \| Čizmić \| Naumoski \| Tomić \| Radović \| Trener: Pavličević |                                                            |

| Sastav Popa 84 u euroligaškoj sezoni 1990./91. (1. mjesto)                                                                                                | Sastav Popa 84 u euroligaškoj sezoni 1990./91. (1. mjesto) |
| --- | ---------------------------------------------------------- |
| |                                                            |
| Kukoč (MVP) \| Savić \| Lester \| Perasović \| Tabak \| Sretenović \| Pavićević \| Naglić \| Čizmić \| Naumoski \| Tomić \| Radović \| Trener: Pavličević |                                                            |